# Georgios Vagiannidis
Georgios Vagiannidis (em grego: Γεώργιος Βαγιαννίδης   Βαγιαννίδης, 12 de setembro de 2001) é um futebolista profissional grego que atua como lateral-direito no clube da Primeira Liga, Sporting CP, e na seleção grega .

## Carreira no clube
Vagiannidis joga principalmente a lateral-direito e fez toda a formação nas camadas jovens do Panathinaikos . Em 16 de fevereiro de 2020, Vagiannidis fez sua estreia profissional e marcou seu primeiro golo dando uma assistência na vitória do Panathinaikos sobre o  Panetolikos por 3 a 1 no Estádio Olímpico de Atenas.
Em junho de 2020, Vagiannidis assinou um contrato de quatro anos com o Inter de Milão, mas nunca vestiu a camisola dos italianos. Um mês após a transferência, foi emprestado ao VV St. Truiden, da Bélgica. No entanto, só conseguiu somar dois minutos em campo num jogo para a Taça da Bélgica.
Terminado o empréstimo, regressou ao seu antigo clube na Grécia. O Panathinaikos pagou dois milhões num contrato valido por quatro épocas. Na final da Taça da Grécia de 2024, Vagiannidis marcou o golo decisivo aos sete minutos do tempo de compensação e foi considerado o melhor jogador em campo.
No dia 6 de agosto de 2025, o jogador foi apresentado como reforço do Sporting CP, por 12 milhões de euros. O contrato é válido até 2030 com uma cláusula de rescisão de 80 milhões de euros.

## Carreira na seleção
Georgios Vagiannidis estreou pela seleção grega a 7 de setembro de 2024, num jogo para a Liga das Nações contra a Finlândia, no Estádio Karaiskakis. Ele substituiu Fotis Ioannidis aos 77 minutos da vitória da Grécia por 3 a 0.

## Títulos

##### Panathinaikos
- Taça da Grécia: 2020-21; 2023-2024